# 特里科站
特里科站是法国的一个铁路车站，位于法国北部瓦兹省境内的特里科。

## 位置
特里科站位于特里科市区的西北部，奥尔穆瓦-维莱—博沃铁路105.293公里处，距离亚眠大约46公里。车站大致呈南北走向，仅铁路线东侧设有站台。

## 设施
特里科站是一个无人看守的乘降所，没有任何售票设施，在该站上车的乘客需主动购票或使用通勤卡。

## 停靠线路
以下列车线路在特里科站停靠：
| 特里科站列车线路表 |      |          |          |              |
| 线路               | 车种 | 上一站   | 下一站   | 大致运行频率 |
| 贡比涅—亚眠        | TER  | 瓦科穆兰 | 蒙迪迪耶 | 每天4~5趟    |
| 1.                 |      |          |          |              |

## 配套交通

### 长途客车
| 停靠特里科站的大巴车 |                |                                                                            |
| 上下车地点           | 运营单位       | 主要线路及目的地                                                           |
| 特里科站门口         | 瓦兹省城际客运 | - 47线： - 早班车：圣于斯特昂绍塞 - 晚班车：瓦科穆兰、拉托勒、迈涅莱蒙提尼 |
| 特里科站门口         | SNCF Car TER   | （当铁路线施工或罢工时，SNCF可能会提供途径该线路沿途站点的临时大巴车）     |
| 1. 2. 3.             |                |                                                                            |

### 市内交通
特里科站附近暂无城市公共交通线路经过。

### 社会车辆
特里科站门口设有社会车辆停车场。

## 临近车站
| 特里科站（Gare de Tricot）     |                        |            |
| 上行车站                       | 线路                   | 下行车站   |
| 瓦科穆兰站                     | 奥尔穆瓦-维莱—博沃铁路 | 蒙迪迪耶站 |
| - 本表仅显示运营中的线路及车站 |                        |            |